# Hotel- og Restaurantskolen
Hotel- og Restaurantskolen er en dansk erhvervsskole beliggende i Valby. Skolen tilbyder uddannelser og kurser indenfor hotel, restaurant og turistbranchen, og har årligt 6.000 elever. Fra 2014 faldt elevtallet med 40 procent indtil 2019, hvorefter tallet igen steg. På grund af faldet vedtager skolen en ny strategi med stærkt fokus på den bæredygtige dagsorden. Målet er gennem stærkt håndværk og faglighed at uddanne elever til at mestre bæredygtig gastronomi, madhåndværk og hospitality. I januar 2023 oplevede skolen stor fremgang . Skolen blev grundlagt i 1922 under navnet Restaurantindustriens Lærlingeskole, og er Nordeuropas største brancheskole inden for hotel, restaurant og turisme.

## Historie
I 1920 begyndte nogle restauratører fra København at tilbyde aftenundervisning inden for branchen. Før var der ingen uddannelse til kok og tjener, da man skulle arbejde sig op fra opvasker via forskellige funktioner i køkkenet og restauranten, før man blev tildelt titlen som kok eller tjener.
Den første undervisning foregik fra en skonnert med navnet Constance. I 1922 godkendte Undervisningsministeriet undervisningen, og kokke- og tjenerfaget blev håndværksuddannelser med lærlingestatus. På grund af pladsmangel på skibet, flyttede skolen samme år ud på Teknologisk Institut, hvor den havde lokaler indtil 1966, hvor man flyttede ud til Kongedybet på Amager.
Fra 1980 flyttede skolen til Kødbyen på Vesterbro, og skiftede samtidig navn fra Restaurantindustriens Lærlingeskole til det nuværende. I 1980erne kommer sundhed og ernæring til at fylde mere og i 1988 åbner skolen sin uddannelse til ernæringsassistent med fokus på at lave bedre måltider til fx børn, syge og ældre i offentlige institutioner. Op igennem 1990'erne havde skolen over 20.000 m2. I løbet af 1990'erne vokser skolen eksplosivt og runder i 1997 hele 2500 elever, studerende og kursister med 1000 undervist hver om dagen. I 2004 blev et nyt hovedsæde på Niels Hemmingsens Gade ved Gråbrødretorv erhvervet, og skolen havde nu 25.000 m2 til rådighed, med omkring 20 køkkener.
Hotel- og Restaurantskolen fik i august 2010 for første gang alle aktiviteter samlet ét sted, da den flyttede ind i Aller Medias tidligere hovedsæde på Vigerslev Allé i Valby. Et seks etager højt centrum for dansk mad og værtsskab, hvor skolen stadig har hjemme i dag.
Siden har skolen udvidet med HTX-gymnasium (lukkes i 2021), 10. klasse, eux og kurser i gastronomi, ernæring, værtskab mm.
Dagligt er der 1.200 elever og kursister på skolen, der samlet benyttes af 6.000 personer om året. Medarbejderstaben i 2015 bestod af cirka 180 ansatte.